# HD 79917
HD 79917，又名CD-38 5408，SAO 200159、HR 3682，是一颗恒星，视星等为4.94，位于銀經263.35，銀緯7.19，其B1900.0坐标为赤經9h 11m 40.2s，赤緯-38° 7.19′ 11″。